# ظهرة العمري (فرع العدين)

تعديل مصدري - تعديل

ظهرة العمري محلة تابعة لقرية الحبيل، التابعة لعزلة المزاحن بمديرية فرع العدين إحدى مديريات محافظة إب في الجمهورية اليمنية، بلغ تعداد سكانها 62 حسب تعداد اليمن لعام 2004.